# Stazione di Shin-Kiba
La Stazione di Shin-Kiba (新木場駅?, Shin-Kiba-eki) è una stazione ferroviaria di Tokyo, si trova a Kōtō, nella parte orientale della città ed è un importante nodo di interscambio per le linee Rinkai, Keiyō e Yūrakuchō.

## Storia
La Teito Rapid Transit Authority (l'attuale Tokyo Metro) aprì la stazione l'8 giugno 1988 come termine sud della linea Yūrakuchō. Il 1º dicembre 1988, JR East aprì i propri binari presso la stazione come capolinea occidentale della linea Keiyō, che venne poi estesa alla stazione di Tokyo dal marzo 1990. La stazione della linea Rinkai invece aprì il 30 marzo 1996 come termine orientale della linea. Dal 1º dicembre 2002 i treni della linea Saikyō arrivano fino a Shin-Kiba grazie a un collegamento che sfrutta i binari della linea Rinkai.

## Linee
- East Japan Railway Company
  - Linea Keiyō
- Tokyo Waterfront Area Rapid Transit
  - Linea Rinkai
- Metropolitana Tokyo Metro
  - Linea Yūrakuchō